# 交易 (體育)
交易是職業運動的一種運作行為，算是一種以物易物之運作，指兩隊或多隊因為各自所需而將提出來作為籌碼的球員進行交換之行為，常見於職業棒球、職業籃球、職業足球、職業冰球、職業美式足球等團隊運動，而個人性質的職業網球、職業高爾夫球等運動則沒有球員交易。

## 模式
運作模式有很多種類，常見的有：
- 兩方交易
  - 一換一：兩隊各提出一位球員互換，是交易中最常見的。
  - 二換一：兩隊中其中一隊提出兩位球員為籌碼，換對方一位球員，亦常見。
  - 多換一：若兩隊中，兩者的籌碼有價差時，等碼身價較低的球隊會指定要多的球員來湊合對方籌碼的身價來換得對方提出的球員，在美國職棒大聯盟、美國職棒小聯盟及日本職棒相當常見。
  - 多換多：指兩隊皆派出一位以上的球員為籌碼的交易，亦常見。
- 多方交易：指多隊各按所需進行多方多球員交易，可能是各隊各提出一位球員當籌碼，也有可能各隊各派多位，而且被同一隊提出的球員籌碼有被分發到不同球隊的可能性，過程十分複雜，但在美國職棒大聯盟及美國職棒小聯盟相當常見。
- 無償交易：某隊將陣中球隊無條件轉讓予另一球隊的交易，不常見。
- 現金交易：指某隊直接開出價碼將另一隊的球員交易至該隊。

## 特點
- 大預算球隊可籍此交易到好手，而小市場球隊亦可因而獲得大量低身價的農場選手厚植未來戰力。
- 可以讓球隊各自獲得自身陣容及農場缺乏的選手，選手亦能適得其所，進入有較多出賽機會的球隊。
- 若大預算球隊以劣質農場選手變相惡意挖角好手，會使聯盟各隊戰力出現不平均的現象。